# 中國足球俱樂部列表
本條目列出注册於中国足球协会管辖区域内，现时參加或曾参加中國足球聯賽系統所屬職業聯賽的足球俱樂部，以下列表分別按俱樂部所地地區及所屬聯賽級別排列。

## 现存球队

### 中國超級聯賽（第一級別）
| 北京國安   | 北京           | 北京工人體育場             | 1 | 4 |
| 長春亞泰   | 吉林省，長春   | 長春體育場                 | - | - |
| 成都蓉城   | 四川省，成都   | 鳳凰山足球場               | - | - |
| 大連英博   | 遼寧省，大連   | 大连梭鱼湾专业足球场       | - | - |
| 河南       | 河南省，鄭州市 | 航海體育場                 | - | - |
| 梅州客家   | 廣東省，梅州   | 五华惠堂体育场             | - | - |
| 青岛海牛   | 山東省，青島市 | 青春足球場                 | - | - |
| 青岛青春岛 | 山东省，青岛市 | 西海岸大學城體育場         | - | - |
| 山东泰山   | 山東省，濟南市 | 山东省体育中心体育场       | 4 | 8 |
| 上海海港   | 上海           | 浦東足球場                 | 3 | 1 |
| 上海申花   | 上海           | 虹口足球場                 | 2 | 4 |
| 深圳新鹏城 | 廣東省，深圳   | 寶安體育場                 | - | - |
| 天津津门虎 | 天津市         | 天津奥林匹克体育中心体育场 | - | 1 |
| 武汉三镇   | 湖北省，武漢市 | 武漢體育中心               | 1 | - |
| 云南玉昆   | 雲南省，玉溪市 | 玉溪高原體育運動中心體育場 | - | - |
| 浙江       | 浙江省，杭州   | 杭州黃龍體育中心           | - | - |

### 中國甲組聯賽（第二級別）
| 重慶銅梁龍   | 重慶                                   | 銅梁龍體育場                                       | - | - |
| 大连鲲城     | 遼寧省，大连市                         | 大连金州体育场                                     | - | - |
| 佛山南獅     | 廣東省，佛山                           | 南海體育中心                                       | - | - |
| 广东广州豹   | 廣東省，广州市                         | 花都體育中心                                       | - | - |
| 广西平果     | 廣西壯族自治區，柳州市                 | 平果市體育場                                       | - | - |
| 黑龍江冰城   | 哈爾濱                                 | 哈爾濱國際會展中心體育場                           | - | - |
| 遼寧鐵人     | 遼寧省，瀋陽                           | 沈陽奧林匹克體育中心                               | - | - |
| 南京城市     | 江苏省，南京市                         | 南京五臺山體育中心                                 | - | - |
| 南通支云     | 江蘇省，南通                           | 如皋奥体中心                                       | - | - |
| 青島紅獅     | 山東省，青島                           | 青島天泰體育場                                     | - | - |
| 陕西联合     | 陕西省，西安市                         | 渭南市體育中心運動場                               | - | - |
| 上海嘉定匯龍 | 上海                                   | 嘉定體育場                                         | - | - |
| 深圳青年人   | 廣東省，深圳市                         | 龍華文體中心足球場                                 |   |   |
| 石家庄功夫   | 河北省，石家莊市                       | 裕彤體育場                                         | - | - |
| 蘇州東吳     | 江蘇省，昆山 江蘇省，蘇州 江蘇省，蘇州 | 昆山市體育中心 蘇州奧林匹克體育中心 蘇州市體育中心 | - | - |
| 延邊龍鼎     | 吉林省，延邊                           | 延吉市全民健身中心體育場                           | - | - |

### 中國乙組聯賽（第三級別）
| 2025年中國足球乙級聯賽參賽球會 | 2025年中國足球乙級聯賽參賽球會 | 2025年中國足球乙級聯賽參賽球會              |
| 球隊名稱                       | 所在城市                       | 主場                                        |
| ------------------------------ | ------------------------------ | ------------------------------------------- |
| 北京理工                       | 北京市                         | 北京理工大學運動場                          |
| 赣州瑞狮                       | 江西省，定南县                 | 定南足球青少年訓練中心                      |
| 广西恒宸                       | 广西壮族自治区，南宁市         | 貴港市體育中心運動場 南寧體校五合校區運動場 |
| 广西蓝航                       | 广西壮族自治区，来宾市         | 貴港市體育中心運動場 百色市體育中心運動場   |
| 海口名城                       | 海南省，三亚市                 |                                             |
| 湖北青年星                     | 湖北省，武汉市                 |                                             |
| 江西黑马青年                   | 江西省，宜春市                 |                                             |
| 廊坊荣耀之城                   | 河北省，廊坊市                 |                                             |
| 南通海门珂缔缘                 | 江苏省，南通市                 |                                             |
| 泉州亚新                       | 福建省，泉州市                 |                                             |
| 日照宇启                       | 山东省，日照市                 |                                             |
| 山东泰山B                      | 山东省，济南市                 |                                             |
| 上海海港B                      | 上海市                         |                                             |
| 無錫吳鉤                       | 江苏省，无锡市 江苏省，江陰    | 無錫市新體育中心 江陰體育中心               |
| 江西庐山                       | 江西省，九江市                 | 瑞昌市體育公園體育場 九江市體育中心運動場   |
| 泰安天贶                       | 山东省，泰安市                 |                                             |
| 西安崇德荣海                   | 陕西省，西安市                 |                                             |

### 按职业化时间排序
| 球队       | 职业化时间     |
| ---------- | -------------- |
| 北京国安   | 1992年12月29日 |
| 山东泰山   | 1993年12月2日  |
| 青岛海牛   | 1993年12月31日 |
| 河南队     | 1994年8月27日  |
| 浙江队     | 1998年1月15日  |
| 天津津门虎 | 1998年2月16日  |
| 长春亚泰   | 1996年6月6日   |
| 梅州客家   | 2013年1月      |

## 已解散 / 退出職業聯賽的足球俱樂部
- 云南天元（1996年解散）
- 佛山佛斯弟（1997年因被厦门足球俱乐部收购而解散）
- 上海豫园（1999年退出聯賽）
- 上海宝钢（1999年合併入上海浦東惠而浦隊而解散）
- 广州松日（2000年解散）
- 江苏法尔胜（2001年解散）
- 四川绵阳（2001年因“甲B五鼠事件”被中国足协重罚降级后解散）
- 广东宏远（2001年底因被青岛海利丰收购而解散）
- 北京宽利（2001年底放棄經營賣給天津名特而解散）
- 上海有线02（2002年被上海申花收編而解散）
- 云南红塔（2003年因被重庆力帆收购而解散）
- 八一（2003年解散）
- 哈尔滨兰格（2004年2月被中国足协勒令退出联赛后解散）
- 甘肃天马（2005年6月解散重组为东莞联华参加香港联赛）
- 深圳科健（2005年解散）
- 陕西国力（2005年参加甲级联赛中途被中国足协取消資格，其后以哈尔滨国力名义解散）
- 上海碧云良千（2005年解散）
- 四川冠城（2005年底解散）
- 青島海鯊（2006年底解散）
- 云南丽江东巴（2006年底解散）
- 上海联城（前稱為大連賽德隆、珠海安平、珠海中邦、上海中邦，2007年与上海申花合并）
- 呼和浩特（2007年解散）
- 厦门蓝狮（2008年解散）
- 青岛黎明（2008年解散）
- 武汉光谷（2008年中途退出中超，随后解散）

- 苏州趣普仕（2009年因合併入了寧波華奧而解散）
- 寧波華奧（2009年解散）
- 北京宏登（2010年因被北京八喜收购而解散）
- 湖北康天电力（前稱為三大康天，2011年解散）
- 青岛海利丰 (2010年初因涉嫌打假球被中国足协撤销注册资格随后解散)
- 安徽九方 (2010年底宣佈退出中甲，2011年初转让中甲参赛资格予天津润宇隆后解散)
- 温州葆隆 (2011年解散)
- 上海浦东中邦（2012年解散）
- 大连实德（2012年解散，2012年末被大連阿爾濱整體收購）
- 重庆（2013年解散）
- 天津华瑞德（2014年解散）
- 山東滕鼎（2014年解散）
- 沈阳中泽（前稱為天津潤宇隆、瀋陽瀋北，2015年解散）
- 成都天诚（前稱為成都五牛、成都錫菲聯，2015年解散）
- 天津京鐵火車頭（前稱為火車頭體協、京鐵火車頭，2016年解散）
- 陝西五洲（2014年前稱為廣東日之泉，2015年因欠薪被中國足協取消註冊資而解散）

- 上海聚运动（前稱為普洱萬豪，雲南萬豪，2018年解散）
- 深圳雷曼人人（2018年解散）
- 成都钱宝（前稱為南京錢寶，2018年解散）
- 沈阳东进（前稱為濟寧九巨龍、寧波中豹、呼和浩特東進，2018年因欠薪被強制退出中乙聯賽解散）
- 上海申梵（前稱為上海森梵，2018年因欠薪問題被取消註冊資格解散）
- 大连超越（2019年解散）
- 延边富德（2019年解散）
- 海南博盈（2019年因欠薪問題被取消註冊資格而解散）
- 云南飞虎（前稱為麗江嘉雲昊，2019年解散）
- 天津天海（前稱為天津松江、天津權健，2020年解散）
- 南京沙叶（2020年因未按時提交工資獎金確認表而無法獲得參賽資格，宣告解散）
- 吉林百嘉（2020年因未按時提交工資獎金確認表而無法獲得參賽資格，宣告解散）
- 四川隆发（2020年因未按時提交工資獎金確認表而無法獲得參賽資格，宣告解散）
- 大连千兆（2020年因未按時提交工資獎金確認表而無法獲得參賽資格，宣告解散）
- 广东华南虎（2020年解散）
- 延边北国（2020年因未按時提交工資獎金確認表而無法獲得參賽資格，宣告解散）
- 深圳鹏城（2020年解散）
- 福建天信（2020年因未按時提交工資獎金確認表而無法獲得參賽資格，宣告解散）
- 辽宁（2020年因欠薪被中國足協取消註冊資格而解散）
- 銀川賀蘭山（前稱為宁夏杞动力、宁夏山屿海、宁夏火凤凰，2020年因未按時提交工資獎金確認表而無法獲得參賽資格）
- 拉萨城投（2020年解散）
- 保定容大（前稱為保定英利易通，2020年退出职业联赛）
- 深圳壆岗（2021年退出职业联赛）
- 江苏（前稱為江蘇邁特、江蘇加佳、江蘇舜天、江蘇蘇寧，2021年解散）
- 北京橙豐（前稱為上海浦東、上海中遠匯麗、上海中遠三林、上海永大、西安滻灞國際、陝西寶榮滻灞、貴州人和、北京人和，2021年解散）
- 內蒙古中優（2021年解散）
- 泰州远大（2021年解散）
- 盐城鹿之瀛（前稱為福建超越、江蘇鹽城鼎立，2021年解散）
- 贵州（前稱為貴州智誠、貴州恆豐，2022年解散）
- 青岛（前稱為青島海牛、青島黃海，2022年退出职业联赛，一线队解散）
- 重庆两江竞技（前稱為湖北武鋼二隊、武漢前衛、前衛寰島、重慶力帆，2022年解散）
- 河北卓奥（前稱為河北精英，2022年解散）
- 西安骏狼（前稱為西安大兴崇德，2022年解散）
- 昆明郑和船工（前稱為雲南昆陸，2022年解散）
- 廈門鷺島（2022年解散）
- 四川民足（前稱為四川華昆，2022年解散）
- 河北（前稱為河北中基、河北華夏幸福，2022年退出职业联赛，一线队解散）
- 武汉长江（前稱為湖北綠茵、湖北武漢中博、武漢卓爾、武漢，2023年解散）
- 廣州城（前稱為瀋陽、瀋陽海獅、瀋陽金德、長沙金德、深圳鳳凰、廣州富力、廣州城，2023年因未通过准入，一线队解散）
- 昆山（2023年解散）
- 陕西长安竞技（2023年解散）
- 北京北体大（前稱為北京八喜、北京控股，2023年解散）
- 新疆天山雪豹（前稱為湖北華凱爾，2023年解散）
- 珠海琴澳（2023年因资金链断裂解散）
- 淄博星期天（前稱為淄博星期天，2023年未能解決欠薪問題被取消參賽資格）
- 大連人（前稱為大連阿爾濱、大連一方，2024年因無法化解債務解散）
- 深圳市（前稱為深圳平安、深圳健力寶、深圳紅鑽、深圳佳兆業，2024年因嚴重債務解散）
- 濟南興洲（2024年因無法尋找贊助商解散）
- 丹东腾跃（2024年退出職業聯賽）
- 沧州雄狮（前稱為廈門駿豪、石家莊永昌，2025年因嚴重債務解散）
- 湖南湘濤（2025年因嚴重債務解散）
- 广州（前稱為廣州太陽神、廣州吉利、廣州香雪、廣州日之泉、廣州醫藥、廣州恆大淘寶，2025年退出職業聯賽）